# رقص سوانوری
رقص سوانوری (به گرجی: სვანური) (تلفظ: svanuri) از جمله رقص‌های فولکلوریک اهالی منطقهٔ سوانتی در گرجستان است.
منطقه کوهستانی سوانتی دارای زبان محلی و فرهنگ مخصوص به خود است و از دیگر مناطق شرقی گرجستان متمایز می گردد. رقص معمول این منطقه کوهستانی نیز با نمایش قدرت و توان بالا و حرکات پیچیده در پنجه‌های پا است.

### رقص سوانوری
آپارات -  رقص گرجی (سوانوری)